# ディス・モータル・コイル
ディス・モータル・コイル（This Mortal Coil）は、イギリスのレコード・レーベル4ADの創設者であるアイヴォ・ワッツ＝ラッセルが率いるイギリスの音楽集団。正式メンバーはワッツ＝ラッセルとジョン・フライヤーの2人だけだったが、バンドのレコーディング作品には、コクトー・ツインズ、ピクシーズ、デッド・カン・ダンスのメンバーなど、4ADと関係があったアーティストの多くがローテーションするサポート・アーティストをフィーチャーしていた。このプロジェクトはゴシックかつドリーム・ポップ・サウンドで知られるようになり、1984年の『イット・ウィル・エンド・イン・ティアーズ』を皮切りに3枚のフル・アルバムをリリースした。

## 背景
アイヴォ・ワッツ＝ラッセルは、1980年に4ADを設立。このレーベルはイギリスのポストパンク運動における重要なレーベルの1つとしての地位を確立していった。いくつかのリリースの後、ワッツ＝ラッセルは「ディス・モータル・コイル」という名前でコラボレーションするというアイデアを発展させた。この名前は、スピリットの曲「Dream Within A Dream」の歌詞（「...Stepping off this mortal coil will be my pleasure... (…この死を免れぬ運命の輪から降りることが私の喜びです…)」）から取られており、これはシェイクスピアの『ハムレット』からの引用（「... what dreams may come, when we have shuffled off this mortal coil... (…私たちがこの死を免れぬ運命の輪をシャッフルしたとき、夢が訪れるかもしれません…)」）となっている。
4ADのウェブサイトには、次のように書かれていた。
レーベルの最初に契約したバンドの1つは、モダン・イングリッシュであった。1983年、ワッツ＝ラッセルはバンドに初期の2曲「Sixteen Days」と「Gathering Dust」をメドレーとして再録音することを提案した。当時、バンドはこのメドレーでライブを締めくくっており、ワッツ＝ラッセルはこのメドレーは再録音するに足るほど強力であると感じていた。バンドがこのアイデアを拒否したとき、ワッツ＝ラッセルはメドレーを録音するためにミュージシャンのグループ（コクトー・ツインズのエリザベス・フレイザーとロビン・ガスリー。シンディトークのシンディ・シャープ。そしてモダン・イングリッシュのメンバーも数名）を集めることに決めた。EP『Sixteen Days/Gathering Dust』は、これらのセッションから生まれた。フレイザーとガスリーだけで演奏したティム・バックリーの「Song to the Siren」のカバーが、EPのB面として録音された。結果に満足したワッツ＝ラッセルは、これをEPの7インチ・シングル・バージョンのA面とすることを決定。この曲はすぐにアンダーグラウンドでヒットとなり、これにより、ワッツ＝ラッセルはディス・モータル・コイルという名前でフル・アルバム『イット・ウィル・エンド・イン・ティアーズ』のレコーディングを進めることになった。
1998年6月、ワッツ＝ラッセルはディス・モータル・コイル・プロジェクトと同様の手法で、ザ・ホープ・ブリスター名義によるアルバムのリリースを開始した。

## ディスコグラフィ

### スタジオ・アルバム
- 『イット・ウィル・エンド・イン・ティアーズ』 - It'll End in Tears (1984年、4AD) ※旧邦題『涙の終結』
- 『フィリグリー・アンド・シャドウ』 - Filigree & Shadow (1986年、4AD) ※旧邦題『銀細工とシャドー』
- 『ブラッド』 - Blood (1991年、4AD) ※旧邦題『激情』

### コンピレーション・アルバム
- Dust & Guitars (2012年、4AD)

### ボックスセット
- 1983–1991 (1993年、4AD)
- This Mortal Coil (2011年、4AD)

### EP
- Sixteen Days / Gathering Dust (1983年、4AD)

### シングル
- "Song to the Siren" (1983年)
- "Kangaroo" (1984年)
- "Come Here My Love"/"Drugs" (1986年) ※限定リリース
- "You and Your Sister" (1991年) ※ベネルクスとフランスのみのリリース